# مطار توزر نفطة الدولي
مطار توزر نفطة الدولي، (بالفرنسية: Aéroport international de Tozeur-Nefta)، هو مطار دولي يقع في مدينة توزر (ولاية توزر) بجنوب تونس على بعد 4 كم من مركز المدينة، وافتتح في 1 نوفمبر 1978. يمتد المطار على مساحة 690 هكتار، ويهدف لتنشيط السياحة الصحراوية. 
يتم تشغيل المطار من قبل ديوان الطيران المدني والمطارات.

## التاريخ

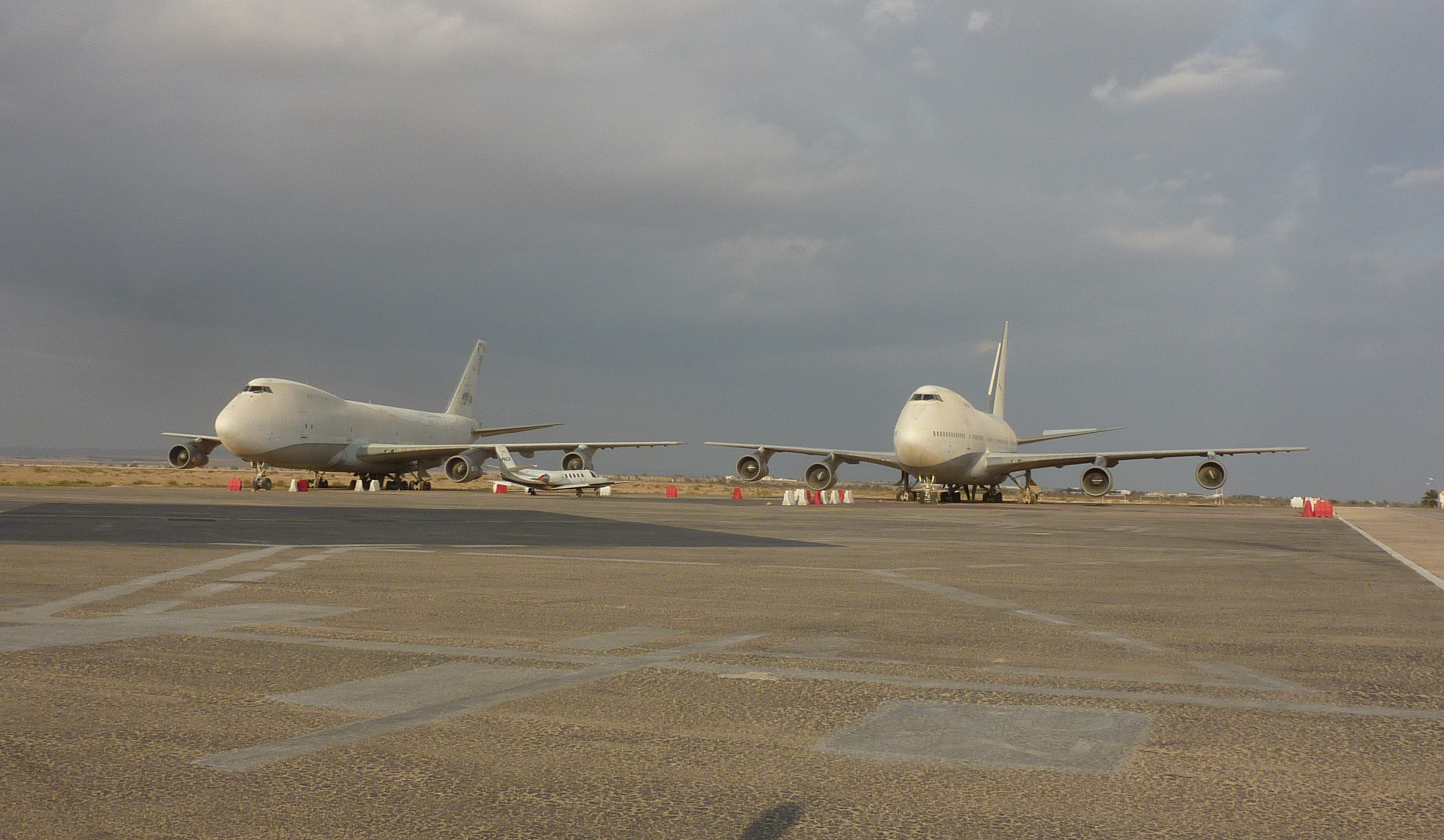
طائرتي البوينغ 747.

طائرتي بوينغ 747 تابعتين لشركة الخطوط الجوية العراقية، موجدتان في هذا المطار منذ أواخر 1990 وبداية 1991. رؤيتهما سهلة وواضحة على موقف الطائرات وكذلك على صور الأقمار الاصطناعية. 

وضعهما هنا صدام حسين لحمايتهما من حرب الخليج الثانية (يناير 1991). تم دهن الطائرتين بالأبيض الذي بدأ بالمسح مع الوقت الذي أظهر بضعة بقع خضراء تدل على لونها الأصلي. تنتظر هذه الطائرات تسوية وضعيتهما مع الكويت والعراق.

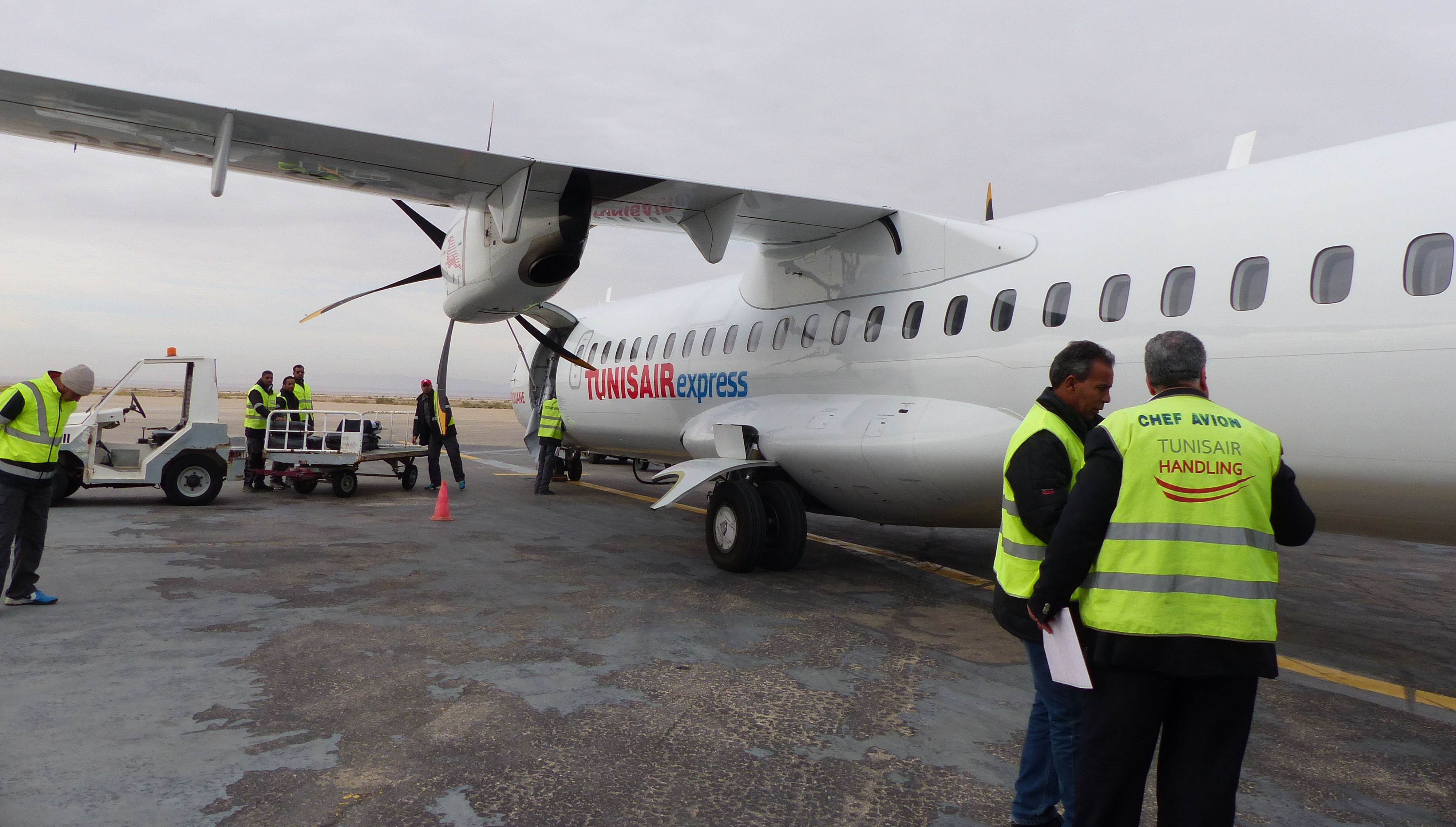
طائرة الخطوط التونسية السريعة في مطار توزر نفطة

## شركات وخطوط الطيران
| شركات طيران             | وجهات                                                  |
| ----------------------- | ------------------------------------------------------ |
| سيفاكس أيرلاينز         | باريس شارل دو غول                                      |
| ترانسافيا.كوم فرنسا     | باريس أورلي                                            |
| الخطوط التونسية         | جربة جرجيس، باريس أورلي، قابس مطماطة، ليون، مدريد، نيس |
| الخطوط التونسية السريعة | تونس قرطاج                                             |

## المسافرين
بمساحة 690 هكتار، يستقبل المطار أساسا رحلات مستأجرة. فقط الخطوط التونسية والخطوط التونسية السريعة من تقوما برحلات مستديمة. المسافرين هم أساسا سياح يأتو ليستكشفوا الصحراء والجنوب التونسي. لذلك فالموسم القوي للمطار يكون في الخريف والشتاء. 

الطاقة الاستيعابية للمطار تقدر ب000 400 مسافر في السنة. مساحة موقف الطائرات هي 500 6 متر مربع. في عام 2008 استقبل المطار 263 89 مسافر و 517 3 رحلة.

## إحصائيات
| السنوات       | 2015   | 2019   | 2024   |
| ------------- | ------ | ------ | ------ |
| عدد المسافرين | 166 21 | 361 42 | 108 32 |

## مقالات ذات صلة
- قائمة مطارات تونس

## روابط خارجية
- موقع غير رسمي للمطار.